# Hernán Carvallo
Luis Hernán Carvallo Castro (19 d'agost de 1922 - 24 de març de 2011) fou un futbolista xilè.

## Selecció de Xile
Va formar part de l'equip xilè a la Copa del Món de 1950.